# Alfonso Maria de Aguirre y Gadea Yoldi
Alfonso Maria de Aguirre y Gadea Yoldi, Greven af Yoldi (24. januar 1764 i Granada, Spanien -19. januar 1852 i København, var en spansk diplomat. 
Greven af Yoldi havde sin spanske grevelige titel fra moderen Maria Josefa Yoldi y Mendicoa fra San Roque (død 1811). Han var i en årrække legationssekretær i Haag, Skt. Petersborg, Paris og Wien, indtil han 1800 blev gesandt i København. Han blev under Napoleonskrigene tvunget til et liv i eksil i København på grund af att han havde sluttet sig til Joseph Bonaparte og dermed pådrog sig efterfølgeren Ferdinand 7. af Spanien's vrede. I 1814 tilkendegav man fra dansk side at hans ambassade betragtedes som endt, og maj samme år blev han af den spanske regering erklæret landsforvist. Han blev udnævnt til overceremonimester ved Frederik 6.s hof 28. april 1818 og 1826 til overkammerjunker og fik rang af overhofmarskal 1828. 
Greven af Yoldis vigtigste arv til eftertiden var at give navn til ishavsmusslan Yoldia arctica (numera Portlandia arctica) og den geologisk profil Yoldiahavet. Han var desuden ivrig amatørmusiker og komponist. Hans Stradivarius benyttes i dag i Det Kongelige Kapel.
Greven af Yoldi boede under mange år på Amaliegade 1201.sal. Han er begravet på Assistens Kirkegård i den katolske afdeling, hvor hans gravmæle er lavet af G.F. Hetsch.